# Abgeplatteter Stutzkäfer
Der Abgeplattete Stutzkäfer (Hololepta plana)  ist ein Käfer aus der Familie der Stutzkäfer. Der Gattungsname „Hololepta“  (von altgr.: ὁλος, hólos, „ganz“ und λεπτός leptós, „dünn“) bedeutet ganz flach, eine Eigenschaft, die durch den Artnamen „plana“ (lat. planus „eben, platt“) noch unterstrichen wird. Der weit verbreitete Käfer lebt unter sich ablösender Rinde von Weichhölzern.

## Merkmale des Käfers
Der Käfer hat einen glänzend schwarzen, ganz flachgedrückten Körper, der eine Länge von acht bis neun Millimeter erreicht.
Der Kopf ist bis zu den Augen in die Vorderbrust eingezogen und kann nicht weiter zurückgezogen werden. Entsprechend fehlt auf der Bauchseite die gewölbte plattenartige Vergrößerung der Vorderbrust nach vorn (Kehlplatte), die gewöhnlich bei den Stutzkäfern die Mundwerkzeuge schützt, wenn sie den Kopf zurückziehen (Abb. 1).  Die Oberkiefer sind schlank, gleich lang, an den Seiten wenig gekrümmt und erst zur Spitze hin stärker nach innen gebogen. Die Kieferntaster sind viergliedrig und fadenförmig, die kurzen Lippentaster dreigliedrig. Die Fühler bestehen aus einem schlanken Basalglied, das an der Basis nach hinten abgeknickt und danach leicht nach hinten gekrümmt ist. Es folgt nach vorn abgeknickt (gekniet) die siebengliedrige lange rötliche Geißel, die sich nach außen verbreitert und in einen dreigliedrigen abgeflachten Endknopf endet. Durch die Passform und Behaarung ist die Mehrgliedrigkeit der Keule kaschiert (Abb. 2).
Der seitlich fein gerandete Halsschild ist am Vorderrand ausgeschnitten, verbreitert sich zuerst nach hinten stark und wird dann zur Basis wieder ein wenig schmäler. Die Basis ist nach außen gebogen.
Die Flügeldecken sind glatt und kahl und bis auf Rudimente an der Flügelbasis ungestreift. Wie bei allen Stutzkäfern sind sie hinten abgestutzt, allerdings nicht senkrecht zur Körperachse, sondern an der Flügelnaht kürzer als an der Seite der Flügeldecken. Die beiden letzten Hinterleibssegmente werden nicht von den Flügeldecken bedeckt.
An allen Beinen sind die Schienen verbreitert und am Außenrand gezähnt, die Vorderschienen vierzähnig. Die Vorderschienen sind nicht am Innenrand zahnartig vorgezogen. Die  Tarsen sind alle zierlich schlank, fünfgliedrig und rotbraun.
Das vorletzte sichtbare (sechste) Hinterleibssegment (Propygidium) liegt in einer Ebene mit Flügeldecken und Halsschild.
|                    |                |
| Abb. 1: Unterseite | Abb. 2: Fühler |

## Biologie
Larven und Imagines leben räuberisch unter der Rinde von Laubbäumen, hauptsächlich Pappeln.

## Verbreitung
Es handelt sich bei dem Käfer um eine weit verbreitete Art, die fast in ganz Europa vorkommt.